# Setaria palmifolia
Setaria palmifolia é uma espécie de planta com flor pertencente à família Poaceae. 
A autoridade científica da espécie é (J.Koenig) Stapf, tendo sido publicada em Journal of the Linnean Society, Botany 42(285): 186. 1914.

## Portugal
Trata-se de uma espécie presente no território português, nomeadamente no Arquipélago dos Açores.
Em termos de naturalidade é introduzida na região atrás indicada.

## Protecção
Não se encontra protegida por legislação portuguesa ou da Comunidade Europeia.